# Banner (Illinois)
Banner es una villa ubicada en el condado de Fulton en el estado estadounidense de Illinois. En el Censo de 2010 tenía una población de 189 habitantes y una densidad poblacional de 56,57 personas por km².

## Geografía
Banner se encuentra ubicada en las coordenadas 40°30′45″N 89°54′56″O / 40.51250, -89.91556. Según la Oficina del Censo de los Estados Unidos, Banner tiene una superficie total de 3.34 km², de la cual 3.34 km² corresponden a tierra firme y (0%) 0 km² es agua.

## Demografía
Según el censo de 2010, había 189 personas residiendo en Banner. La densidad de población era de 56,57 hab./km². De los 189 habitantes, Banner estaba compuesto por el 97.35% blancos, el 0% eran afroamericanos, el 1.59% eran amerindios, el 0% eran asiáticos, el 0% eran isleños del Pacífico, el 0% eran de otras razas y el 1.06% pertenecían a dos o más razas. Del total de la población el 0% eran hispanos o latinos de cualquier raza.